# Le Nouvel Observateur
Le Nouvel Observateur (ofte forkortet Le Nouvel Obs) er et fransk nyhedsmagasin, der udkommer ugentligt. Med sit oplag på 538.200 er det landets største tidsskrift.
Magasinet blev grundlagt i 1964 og beskæftiger sig med politik, erhvervsliv, økonomi og kultur i Frankrig, Europa, Mellemøsten og Afrika.
Politisk er Le Nouvel Observateur erklæret socialdemokratisk og støtter således Parti Socialiste.